# European Open 2020
European Open 2020 — тенісний турнір, що проходив на кортах з твердим покриттям у місті Антверпен, Бельгія з 19 до 25 жовтня. Належав до категорії ATP 250.

## Фінальна частина

### Одиночний розряд
Юго Енбер —  Алекс де Мінор 6–1, 7–6(7–4)

### Парний розряд
Джон Пірс (тенісист) /  Майкл Вінус —  Роган Бопанна /  Матве Мідделкоп 6–3, 6–4